# Theodor Glocke
Ernst Heinrich Theodor Glocke (geboren 20. November 1859 in Erfurt; gestorben 3. Juli 1933 in Berlin) war ein deutscher sozialdemokratischer Verleger und Berliner Stadtverordneter.

## Leben
Theodor Glocke erlernte den Beruf eines Tischlers. Er trat 1884 in die SPD und in die Gewerkschaft (Fachverein der Tischler, Berlin) ein. Er war Delegierter auf dem sozialdemokratischen Parteitag in St. Gallen im Oktober 1887. Wegen des Sozialistengesetzes war der Parteitag ‚illegal‘ und Glocke führte deshalb den Tarnnamen Georgi.
Er kandidierte bei der Reichstagswahl 1890 am 20. Februar 1890 für die SPD im Wahlkreis Nordhausen (Regierungsbezirk Erfurt) erzielte zwar Stimmengewinne, gegenüber der Wahl von 1887, unterlag aber dem freisinnigen Fritz Schneider. Auch bei der Reichstagswahl 1898 und 1907 kandidierte Glocke erfolglos in diesem Wahlkreis.
Glocke war Geschäftsführer, des Berliner Volksblatts ab 1. Juni 1888 und des Verlages „Verlag Expedition der Buchhandlung Vorwärts (Th. Glocke)“ ab 1890. Glocke wurde auch im Frühjahr 1889 zum Delegierten für den Internationalen Arbeiterkongress in Paris gewählt, der u. a. den Beschluss über den 1. Mai traf.
Auf der Gewerkschaftskonferenz vom 16. – 17. November 1890 wurde Glocke als „Repräsentant der Berliner Gewerkschaftsbewegung“ in Generalkommission der Gewerkschaften Deutschlands gewählt, der er bis 1892 angehörte.
Er war Redakteur der Wochenzeitschrift In freien Stunden. Eine Wochenschrift. Romane und Erzählungen für das arbeitende Volk (1897–1919), die im „Verlag Expedition der Buchhandlung Vorwärts (Th. Glocke)“ erschien.
Zum Gedenken an den 18. März 1848, der Märzrevolution in Berlin, an der es zu dem so genannten Barrikadenaufstand kam, wurden von der SPD von 1893 bis 1900 acht Märzzeitungen herausgegeben. Die Märzzeitung von 1899 stammte von Theodor Glocke, er war auch Autor der Silvester-Festzeitung von 1899 mit dem Titel "Das Jahrhundert", dieses Flugblatt zog Bilanz über 100 Jahre Klassenkampf.
Theodor Glocke wurde z. B. wegen der Veröffentlichung eines Flugblattes „Arbeitslos. Weihnachtszeitung für 1901“ nach § 130 StGB. angeklagt und verurteilt. Die Begründung des Gerichts zeigt, wie stark die Sozialdemokraten im Deutschen Reich auch nach dem Fall des Sozialistengesetzes verfolgt wurden.
Von 1902 bis 1933 war er Stadtverordneter der SPD in der Berliner Stadtverordnetenversammlung. 1920 gründete er den Universitas Verlag in Berlin. Am 5. August 1932 legte er sein Amt als Geschäftsführer der „Vorwärts GmbH“, das er seit 1919 gemeinsam mit Otto Wels wahrnahm, nieder.
Seine letzte Wohnadresse in Berlin war „Lausitzer Str. 52“. Er starb am 3. Juli 1933 in Berlin. Seine verfolgten Genossen widmeten ihm einen Nachruf im Prager Neuen Vorwärts.

## Archivalien
- Karl Kautsky Nachlass. Internationales Institut für Sozialgeschichte, Amsterdam. Signatur D XI 173-174 (zwei Briefe an Karl Kautsky 1902)Digitalisat
- Beschluss des Kgl. Amtgerichtes Berlin im Prozess gegen Theodor Glocke wegen Pressevergehens. 1901. in ebenda, Prozesse. Signatur 1851.
- Überwachung des sozialdemokratischen Tischlers Ernst Heinrich Theodor Glocke 1888–1902.[18]